# Partita tavolare
La partita tavolare, secondo la legge italiana, è la sintesi dei diritti reali che insistono su un gruppo di immobili soggetti ad una proprietà omogenea.
Trova la propria disciplina nel R.D. 28 marzo 1929 n.499, dove all'articolo 2 viene riportato quanto segue:

## Suddivisione della partita tavolare
Si suddivide in quattro sezioni:
- A1: Elenco di beni immobili (p.f. , p.ed. , P.M. ). Con indicazione della destinazione (prato, case di abitazione, negozio...), superfici catastali, eventuali redditi catastali
- A2: Storia sintetica degli eventi giuridici (successioni, donazioni, contratti di compravendita o di costituzione di servitù, atti espropriativi, ……) che hanno costituito i diritti reali della P.T. , nonché i diritti reali a favore di uno o più immobili presenti nella P.T.
- B: Elenco dei proprietari e riferimento agli atti giuridici che hanno prodotto i diritti reali sugli immobili presenti nella partita tavolare chiamato anche foglio della proprietà perché in esso si intavola il diritto di proprietà, sia individuale che in comunione per quote indivise, con i titoli giustificativi. Si riportano anche atti che limitano il potere di disposizione del diritto intavolato (interdizione legale o giudiziale, inabilitazione, fallimento) a cause di incapacità accertate. Altre annotazioni possono riguardare la costituzione di un fondo patrimoniale o comunione legale.
- C: Elenco dei diritti a carico di uno o più degli immobili presenti nella partita tavolare chiamato anche foglio degli aggravi perché in esso vengono riportati quei diritti reali che gravano sull'immobile indicato. Trattasi di diritti reali di godimento (enfiteusi, superficie, usufrutto, uso, abitazione, oneri reali ecc.), di diritti reali di garanzia (ipoteca, pegno e sequestro), clausole contrattuali (patto di riscatto, locazione superiore a 9 anni) e vincoli diretti e indiretti di tutela artistica, architettonica e paesaggistica.

## Procedura per aggiornamento del libro fondiario
Il libro fondiario è conservato dagli Uffici Tavolari sottoposti al Giudice Tavolare - art. 75 L.T. competente per territorio.
Ex articolo 83 L.T. e seguenti, coloro che hanno dei diritti oggetto di intavolazione o annotazione tavolare possono/devono proporre domanda scritta al Giudice Tavolare competente per territorio evidenziando il nome dell'istante (art. 84 L.T.) le Partite Tavolari (art. 85 L.T.) e l'esatto contenuto della richiesta. Devono, altresì, essere depositati i documenti supportanti la domanda, in originale o, per le fattispecie ammesse, in copia conforme (art. 87 L.T.)
Ex articoli 93 L.T. e seguenti, il Giudice Tavolare dispone con decreto sulla domanda dopo aver valutato i titoli e la conformità dello stato tavolare.
Ex art. 102 L.T. e seguenti presso le Partite Tavolari interessate vengono iscritti i diritti come disposto dal decreto del Giudice Tavolare.
Dai cittadini o dai notai, previa delega, vengono presentate all'Ufficio Tavolare le domande tavolari (divisione di una particella fondiaria in due o più parti, tramite frazionamento).